# Maria Hedman Hvitfeldt
Maria Hedman Hvitfeldt, född 1 april 1964 i Stockholm, är en svensk regissör.

## Regi (urval)
- 1995 De professionella
- 2002 Paradiset
- 2003 – Min skäggiga mamma
- 2004 Orka! Orka! (TV)
- 2004 Barnet dom säger är vårt
- 2007 Till slut
- 2007 Levande föda (TV)

## Priser och utmärkelser
- 2003 Guldbagge i kortfilmsklassen för Min skäggiga mamma.
- 2003 Silvermeliesen vid Fantastisk Filmfestival.
- 2002 Hedersomnämnande i kortfilmsklassen vid Nordisk Panorama för novellfilmen Paradiset.